# اکسکی، آنتالیا
اکسکی، انتالیا (به لاتین: Akseki, Antalya) یک منطقهٔ مسکونی در ترکیه است که در استان آنتالیا واقع شده‌است.